# ヴァレリー・レガソフ

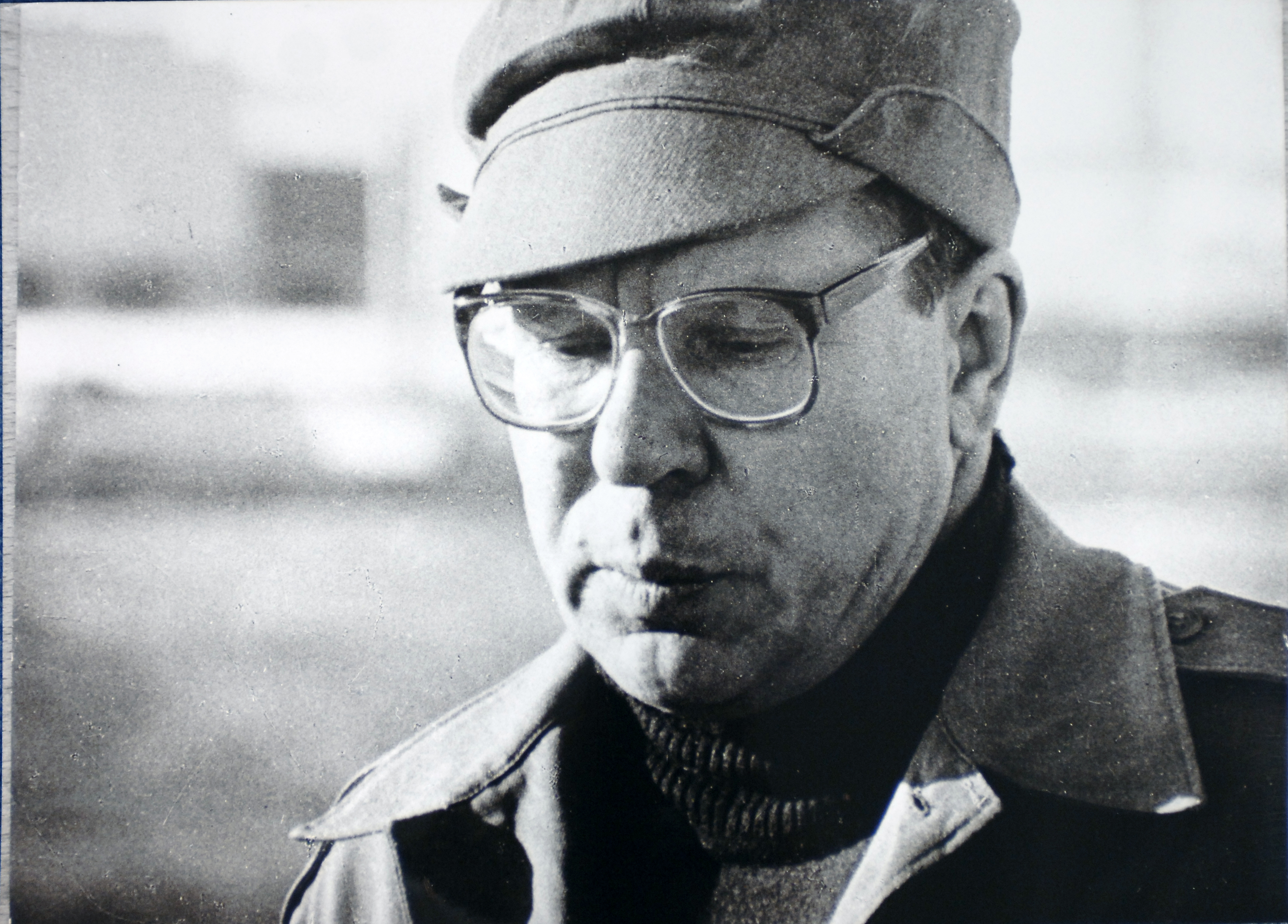
ヴァレリー・レガソフ

ヴァレリー・アレクセーエヴィチ・レガソフ（レガーソフ、ワレリー・レガソフ、ロシア語: Вале́рий Алексе́евич Лега́сов、ラテン文字転写の例：Valeriy Alekseyevich Legasov、1936年9月1日 - 1988年4月27日）は、ソビエト連邦の化学者、ソビエト連邦科学アカデミー会員。チェルノブイリ原子力発電所事故の調査委員会責任者を務めた。

## 経歴
- ロシア西部のトゥーラで、労働者の家庭に生まれる。
- モスクワのメンデレーエフ記念化学工科大学（ロシア語版）工業物理化学科を卒業。
- ロシアの原子力研究の中心と位置づけられているモスクワのクルチャトフ原子力研究所で核燃料加工に関する卒業論文執筆。
- シベリアの放射性化学工場で2年間勤務。
- クルチャトフ研究所の大学院でいくつもの技術的プロセスの開発に携わる。
- 1967年　博士候補
- 1972年　博士の学位を取得。
- クルチャトフ研究所副所長、のちに第一副所長[5]。
- 1978-83年 モスクワ物理工科大学（ロシア語版）教授
- 1981年　ソ連科学アカデミー正会員に選出される。
- 1983年　モスクワ大学化学部化学工学科長

## チェルノブイリ原子力発電所事故への対応
1986年4月26日のチェルノブイリ原子力発電所事故の直後、ソ連政府の対策メンバーに選ばれて現地に急行した。レガソフは、「今対応をとらないと、放射性物質は世界に拡散する」と声高に主張、鉛や炭酸水を混ぜた砂袋を空中から投下する緊急対策を認めさせ収束に寄与した。
同年7月3日、事故対応のため極秘で開かれたソ連共産党中央委員会政治局会議に出席、ゴルバチョフ書記長の質問に答えた。
翌8月、ウィーンの国際原子力機関（IAEA）本部で開かれた、チェルノブイリ事故検討専門家会議にソ連代表として出席。

## 告発文の公表と不可解な死
ソ連政府の事故調査委員会の中心人物であったレガソフは、隠さずに情報公開する姿勢が政府の反感を呼び、さまざまな問題に悩まされた。その間も放射線は彼の身体をむしばんでいった。
レガソフは、事故2周年にあたる1988年4月26日に、チェルノブイリ事故発生直後から災害防止の活動ぶりや住民避難を生々しく記述した告発メモをソ連共産党機関紙 「プラウダ」 の科学担当記者ウラジーミル・グーバレフ宛てに遺した。これはソ連の最高機密であった事故の真相をはじめ以下のような内容を含むものであった。
- 「チェルノブイリの事故について、私は明確な結論を下した。それは何年もの間続いてきたわが国の経済政策の貧困がこの事故を引き起こした、ということである。」
- ある原発幹部は「原発はサモワールのようなものだ」とうそぶいていた。
- RBMK原子炉は欠陥炉だ、との指摘。
- 欧米の原発と比較して、装置の概念は基本的にはほとんど差異はないが、制御システムや診断システムが貧弱であること。
- 設備に多量の黒鉛、ジルコニウム、水が入っていること。
- 緊急時に作用すべき防護システムの作り方が異様であること。
- 感知器の一つからの指示で自動的に入るにせよ、手動でするにしても、緊急防護の制御棒を扱うことができるのはオペレーターだけ。
- 防護システムはオペレーターとは関係なく、装置の状況によってのみ作動しなければならないのに、そのように作動するシステムはなかった。
- 主要配管の継ぎ目を溶接するにあたり、正規の溶接法ではなく、手抜きの溶接をした。接続部分を検査した検査員による正しい施工を確認したとのサインがなされていた。
- 事故発生前日のオペレーター同士の会話記録。「マニュアルには、やることが色々と書いてあるのに、それらの多くが消されているが、どうしたらいいのか」という問いかけに対し、相手のオペレーターの返事は 「消された通りやればいい。」

翌4月27日、レガソフは自宅で遺体で発見され、1本の録音テープが残されていた。現場の状況により自殺と断定された。事故後に唱え続けた原子炉の安全対策が受け入れられずに絶望したなど、死の理由には諸説がある。
さきの告発文は同年5月20日付のプラウダで公表された。
1996年9月20日、エリツィン大統領はレガソフにロシア連邦英雄の称号を授与した。
イギリスBBCは、残された録音テープをもとにドキュメンタリー番組『チェルノブイリ原発事故』"Surviving Disaster: Chernobyl Nuclear Disaster" を制作、2006年1月24日に放映した。
ただし、上記作品においてBBCはイギリス国営放送という立場から、レガソフが主に当時のソ連指導者層の対応を批判しているとの主観で描かれているが、レガソフの分析や推論を拒んだのは、西側の原子力導入各国も（多少の例外はあるものの）同じことである。

## レガソフが登場する作品
- 『チェルノブイリ (テレビドラマ)』2019年より公開されたHBO制作による連続ドラマ。ジャレッド・ハリスがレガソフを演じた。